# Хил Гонзалес Авила
Хил (Гил) Гонзалес Авила (Давила) (на испански: Gil Gonzalez Davila, роден на испански: Gil Gonzalez de Avila) е испански конкистадор, първият европеец достигнал съвременна Никарагуа.

## Биография
Роден е около 1480 година в Авила, Испания.
През 1520 пристига в Панама с отряд от 200 души, съпроводен от опитния кормчия Андрес Ниньо и носещ със себе си кралски патент за нови открития в района. Пренебрегвайки кралския патент, тогавашният управител на Панама Педро Ариас (Педрарис) Авила отказва да му предостави кораби и войниците на Хил Авила под ръководството на Андрес Ниньо построяват на брега на Панамския залив четири кораба. За строителството на корабите отиват близо две години и повече от стотина испанци загиват от болести.
През януари 1522 флотилията се отправя на път, заобикаля п-ов Асуеро, открива и изследва заливите Чирики, Голфо-Дулсе и Коронадо, отделени един от друг от нос Бурика (8°35′ с. ш. 83°30′ з. д. / 8.583333° с. ш. 83.5° з. д.) и малкия п-ов Оса, и в края на 1522 открива осеяния с острови, дълбоко вдаващия се в сушата залив Никоя (0°35′ с. ш. 85°10′ з. д. / 0.583333° с. ш. 85.166667° з. д.) с полуостров Никоя (9°50′ с. ш. 85°30′ з. д. / 9.833333° с. ш. 85.5° з. д.), ограждащ го от към океана.
През март 1523 Хил Авила повежда стотина пехотинци и четири кавалеристи, съпровождани от индианци-носачи, във вътрешността на страната. Открива езерата, наречени по-късно Никарагуа (най-голямото езеро в Централна Америка, 8430 км2) и Манагуа (около 1500 км2). Испанците обхождат бреговете на двете езера, като успешно провеждат грабежи и кръщаване на местните индианци, докато от север не идват няколко хиляди индиански воини, които заставят войниците на Авила по най-бързия начин да отстъпят на юг към крайбрежието, където го очаква флотилията ръководена от Ниньо.
В началото на 1524 Авила е назначен за губернатор на района около езерото Изабел в днешна Гватемала и основава градчето Сан Хил де Буена Виста, което съществува.
Умира през 1526 година в Авила.